# List o stolikach wirujących
List o stolikach wirujących – list Cypriana Kamila Norwida z 1855 roku na temat modnych wówczas praktyk spirytystycznych.

## Powstanie utworu
W maju 1854, na miesiąc przed opuszczeniem Stanów Zjednoczonych, Norwid otrzymał list od Marii Trębickiej, która wśród różnych pytań, zadała mu pytanie o modne wówczas w towarzystwie zjawisko wirujących lub pukających stolików. Pierwszą odpowiedź Norwid nakreślił na odwrocie autografu wiersza Rzeczywistość i marzenia po czym starannie wymazał. Brzmiała tak: Pani pytasz o fenomena stołów – nigdzie zaiste więcej, jak tu, nie praktykują się te rzeczy, których jednak sam nigdy nie praktykowałem. Człowiek zawsze używa woli pośrednio, przez materiał, z którego robi – zmechanizowanie wszelkiej pracy czyni, aż akt woli bezpośrednio do rzeczy stawa się – jest to «casus» fatalny. Jest to niewola-wolności, kara fatalna [za] nie święte jej użycie. Jeżeliby ludzie nie mówili prawdy, to kamienie wołać będą (powiedziano jest w Piśmie św.), wszelako nie jak ludzie, ale jako kamienie.
Cały ten ustęp został następnie przerobiony w liście 174 do Trębickiej. Po kilku miesiącach, gdy poeta przebywał już w Paryżu i nawiązał korespondencję z Janem Koźmianem, dostarczył mu pomysłu do napisania osobnego szkicu na ten temat. Stało się to prawdopodobnie po 21 marca 1855. Koźmian tekst otrzymał, ale zatrzymał go w swoich prywatnych papierach, a w Przeglądzie Poznańskim opublikował tekst księdza Semenenki na ten temat. Tekst został opublikowany po raz pierwszy w VII tomie Wszystkich pism w 1937.

## Treść
Norwid zaznacza na wstępie, że nie z mocy władzy zabiera głos, ale dlatego, że nie będąc zawodowym autorem wybiera raz taki, raz inny temat. Po wtóre dlatego, że przebywał niedawno w kraju, gdzie szesnaście tysięcy ludzi wniosło petycję do senatu, by zajął się kwestią duchów. A że był tam jako rzemieślnik pracujący na chleb, pisze do słabych i ciekawych z powodu słabości, zakłopotanych i smutnych. Zaczyna od tego, że najlepszym w Kościele katolickim środkiem przeciw złośliwym duchom jest woda święcona, przeciw ideom – idealnie czysta woda święcona, przeciw złym myślom – woda święcona myśli. I chociaż dla odparcia złej myśli potrzeba czasu, Bóg zawsze go zapewnia, tak że złe nie może wierzącemu zagrozić. Prawdy, którą poznał, Norwid nie zatrzymuje dla siebie, aby nie ściągnąć na siebie gniewu Bożego.
Co do samego fenomenu. Norwid powołuje się na Ewangelię Łukasza, że jeśliby Zbawiciela nie wyznano, kamienie mówić będą. I kamienie rzeczywiście mówią. Tyle że mówią jak kamienie – samym rytmem, liczbą, wagą. Tym, którzy by jego tłumaczenie uważali za naciągane, odpowiada, że tak wierzy, że nie tylko słowa i myśli są w Piśmie Świętym prawdziwe, ale każda kreska i jota. W naszej literaturze nie stosuje się prawdziwej przypowieści oświecającej przez miłość słabych. Są natomiast bajki, szarady, kalambury i im podobne stoliki wirujące.
Na koniec chce autor rozważyć czy owe fenomeny zmartwychwstających duchów, widziane przez kilkanaście tysięcy ludzi, mogą napawać nadzieją nawrócenia, i czy z tego powodu nie warto by ich było propagować. Odpowiedź znajduje w przypowieści o bogaczu i Łazarzu. Zmarły bogacz prosi w niej Abrahama, aby posłał ducha do jego żyjących braci, aby się nawrócili, na co Abraham odpowiada: mają Mojżesza i proroków, niechże ich słuchają, a jeśli ich nie posłuchają, to jeśliby nawet kto umarły przyszedł do nich, nie uwierzą. 